# 15370 Канчі
15370 Канчі (15370 Kanchi) — астероїд головного поясу, відкритий 15 липня 1996 року.
Тіссеранів параметр щодо Юпітера — 3,343.